# Mocosoa crebripunctata
Mocosoa crebripunctata är en kräftdjursart som beskrevs av William Stimpson 1871. Mocosoa crebripunctata ingår i släktet Mocosoa och familjen Epialtidae. Inga underarter finns listade i Catalogue of Life.